# 鲁米诺
鲁米诺（英文：Luminol），或称发光胺、光敏靈、流明諾，是通用的发光化学试剂，与适当的氧化剂混合时会发出引人注目的蓝色光。它是白色至淡黄色的晶体，可溶于大多数有机极性溶剂，但不溶于水。
法医学上使用鲁米诺来检验犯罪现场含有的痕量血迹，生物学上则使用鲁米诺来检测细胞中的铜、铁及氰化物的存在。

## 化学

### 合成
3-硝基邻苯二甲酸可作为鲁米诺的合成原料。 3-硝基邻苯二甲酸与肼在高沸点溶剂（如二甘醇）中发生缩合反应，失去一分子水，生成3-硝基邻苯二甲酰肼。然后以保险粉还原3-硝基邻苯二甲酰肼中的硝基，得到3-氨基邻苯二甲酰肼，即是鲁米诺。

### 化学发光
鲁米诺只有用氧化剂处理过才会发光。通常使用双氧水和一种氢氧化物碱的混合水溶液作为激发剂。在铁化合物催化下，双氧水分解为氧气和水：
2 H2O2 → O2 + 2 H2O
实验室中常以铁氰化钾作为催化剂铁的来源，而法医学上的催化剂则恰好是血红蛋白中的铁。很多生物系统中的酶也可催化过氧化氢的分解反应。

鲁米诺与氢氧化物反应时生成了一个双负离子（Dianion，见图），它可被过氧化氢分解出的氧气氧化，產物为一个有机过氧化物。该过氧化物很不稳定，立即分解出氮气，生成激发态的3-氨基邻苯二甲酸。激发态至基态转化中，释放的能量以光子的形式存在，波长位于可见光的蓝光部分。

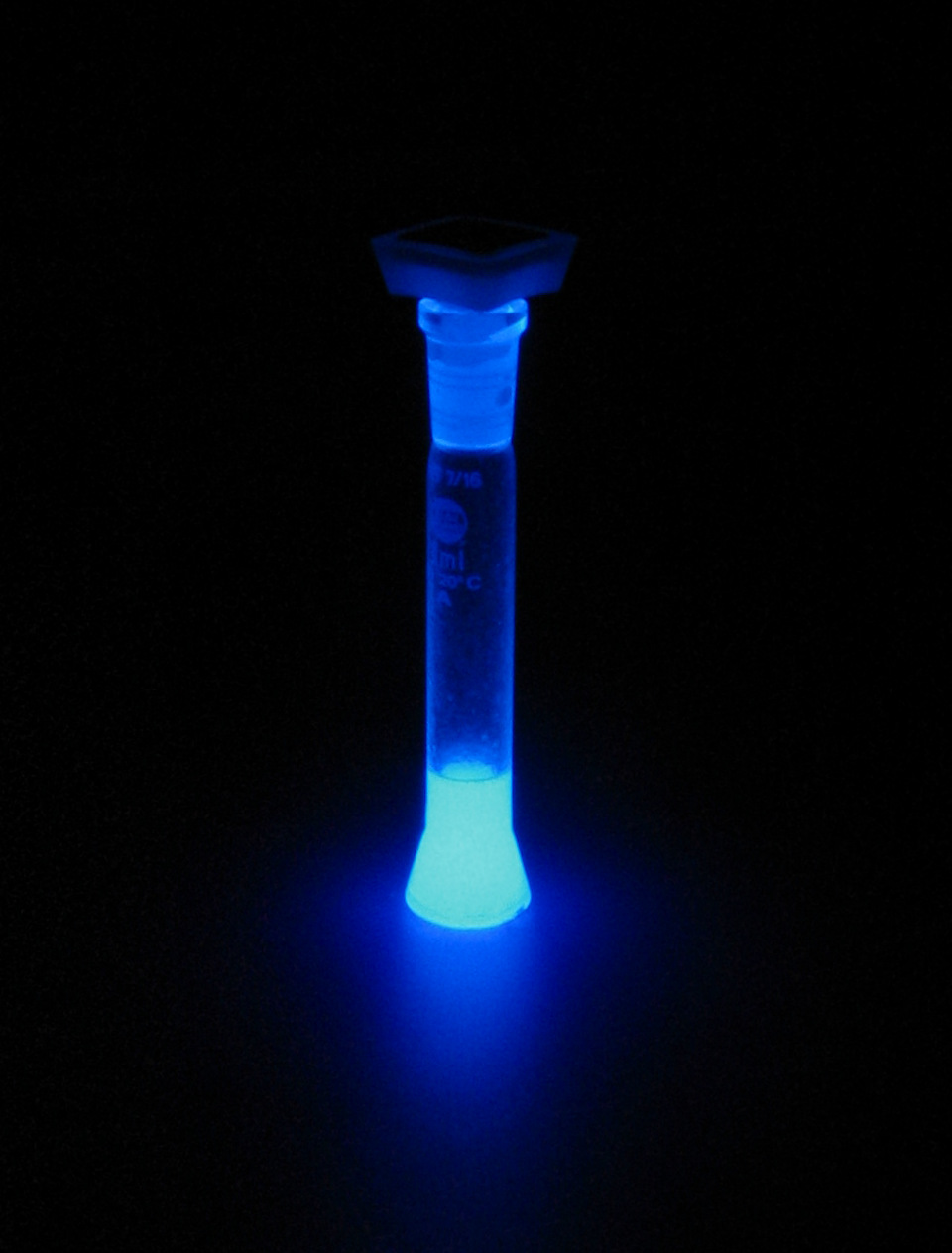
鲁米诺的发光

## 犯罪现场调查中的应用

### 理论
即使犯罪现场的血迹已经被擦过或清除过，法醫依旧可以使用鲁米诺找到它们的位置。实际上，调查者在要调查的区域内噴灑鲁米诺和激发剂溶液， 血中的铁立即催化鲁米诺的发光反应，使其产生蓝色光芒。该反应需用的催化剂量非常少，因此鲁米诺可以检测痕量的血迹。发光大约持续30秒钟，可通过长曝光的照片观察出，其周围环境不可以太亮。

### 缺点
鲁米诺有一些缺点限制了它的应用：
- 鲁米诺在铜、含铜合金、辣根或某些漂白剂的存在下发出螢光。因此如果犯罪现场被漂白剂彻底处理过，则鲁米诺发出的螢光会强烈掩盖任何血迹的存在。
- 鲁米诺可以检测出动物血及尿中的少量血，因此如果待测房间中含有尿或动物血，检测结果会有偏差。
- 鲁米诺与排泄物反应，发出的光与和血反应发出的是相同的。
- 鲁米诺可能干扰其他检测，然而鲁米诺并不干扰DNA的提取。[4]
- 只適用於面積較大以及血漬分散的犯案現場。